# Персонификации на римских монетах
Персонифика́ция на ри́мских моне́тах — чеканка изображений разных явлений и образов на монетах во времена Древнего Рима вследствие обожествления римлянами повседневных событий и явлений. Римляне персонифицировали явления, города, провинции и континенты.

## История
Римляне чеканили персонифицированные изображения на реверсах монет. Для них характерно было думать, что власть богов проявляется во всех сферах жизни людей и отражается даже в повседневных мелочах. Боги управляли разными сферами жизни людей. Церера — сельским хозяйством, а Марс — войной, Фортуна — человеческой судьбой, Пакс поддерживала мир. Богиня Согласия помогала налаживать гармоничные взаимоотношения как в частной, так и в общественной жизни. Либертас стала символом политической свободы. Виртус и Гонос олицетворяли солдатскую доблесть и честь.

### Марс на римских монетах
Бог войны Марс часто присутствовал на монетах, которые чеканились в военное время. Его можно увидеть на монетах Лутация Серсона, Альбина Брута, Терма и Маллеола, Лентула, Сатриена, Аксия Назова, Рустия, Муссидия Лонга и Клодия.
- Шестьдесят ассов. Аверс. Голова Марса с бородой, в шлеме
- Шестьдесят ассов. Реверс. Орел, стоящий на молнии
- Двадцать ассов. Аверс. Бюст Марса в шлеме, вправо.
- Двадцать ассов. Реверс. Орёл стоит на молниях, вправо.
- Ауреус. Коммод. Аверс. Бюст Коммода в панцире и плаще, вправо
- Ауреус. Коммод. Реверс. Бог войны Марс в полный рост, в доспехах, идёт влево.
- Ауреус. Септимий Север. Аверс. (аверс). Голова Септимия Севера в лавровом венке, вправо.
- Ауреус. Септимий Север. (реверс). Марс идёт, вправо; в руках держит копьё и трофей
- Ауреус. Рим. Аверс. Бюст Севера Александра в панцире и плаще, вправо; на голове лавровый венок.
- Ауреус. Ок. 222 г. Рим. Реверс. Марс стоит, вправо; в руках оливковая ветвь и копьё.
- Ауреус. Север Александр. (аверс). Портрет Севера Александра в мантии и кирасе, с лавровым венком на голове
- Ауреус. Север Александр. (реверс). Фигура Марса, голова влево; в правой руке оливковая ветвь, в левой — копьё острием вниз.
- Север Александр (222—235). Ауреус. Рим. Аверс. Бюст Севера Александра в плаще, вправо; на голове лавровый венок.
- Север Александр (222—235). Ауреус. Рим. Аверс. Марс идёт, вправо; в руках копьё и трофей.
- Галлиен (253—268). Ауреус. Рим. Аверс. Бюст Галлиена в панцире, вправо; на голове лавровый венок.
- Галлиен (253—268). Ауреус. Ок. 261 г. Рим. Реверс.Марс стоит, влево; в руках глобус и скипетр.
- Аврелиан (270—275). Ауреус. Третий выпуск. Медиоланум (Милан). Аверс. Бюст Аврелиана в панцире, вправо
- Аврелиан (270—275). Ауреус. Третий выпуск. Медиоланум (Милан). Реверс. Надпись VIRTVS AVG. Марс обращён вправо, в руках копьё и трофей
- Аврелиан (270—275). Ауреус. Рим. Аверс. Бюст Аврелиана в панцире, вправо; на голове лавровый венок.
- Аврелиан (270—275). Ауреус. Рим. Реверс. Марс идёт, влево; в руках держит копье и трофей.
- Ауреус. Проб. (аверс). Бюст Проба в панцире и плаще, вправо
- Ауреус. Проб. (реверс). Надпись MARS VICTOR. Марс идет вправо.

### Либертас на римских монетах
Либертас — персонификация духа республиканской конституции. Она изображается на реверсах монет Парция Лекка и Касия в квадриге. Богиня появляется на монетах Эгнация Максума: на аверсе одной из монет изображен бюст богини, на реверсе еще одной монеты — богиня на биге. На еще одном реверсе монет изображен храм Юпитера и Либертас. Возможно, в этом контексте изображение свободы означает получение больших прав италийскими народами. Либертас изображена на денариях Брута и Кассия. Она представляет конституцию, для которой есть угрозы. Изображение богини на денарии Паликана — олицетворение верности Юлия Цезаря конституции.
- Ауреус Траян ок. 108-110 гг. (аверс). Бюст Траяна в панцире и плаще
- Ауреус Траян ок. 108-110 гг. На реверсе монеты - Либерта, стоит, влево; в руках шапка свободы и скипетр.
- Голова Марка Аврелия в лавровом венке, вправо
- Либералита держит в руках рог изобилия
- Голова Септимия Севера в лавровом венке
- Септимий Север, Каракалла, Гета, Либералита и гражданин
- Бюст Юлиана I в панцире и плаще
- Либерта стоит, влево

### Богиня Салюс (Салюта) на римских монетах
Богиня Салюс (Спасение) или Салюта является персонификацией защиты. Она расположена на денарии Силана, чтобы защитить государство от грозящих ему опасностей. Салюс, также как и Валетудо — персонификация здоровья — расположена на денарии Ацилия. Они напоминают о первом римском враче, основавшем врачебные лечебницы на улице Ацилия.
- Бюст Траяна в панцире и плаще
- Салюта (персонификация здоровья) стоит, влево; в руках держит патеру и руль
- Надпись ANTONINVS AVG PIVS P P IMP II. Голова Антонина Пия, вправо.
- Салюта кормит из патеры змею, которую держит в руке.
- Марк Аврелий (161—180). Ауреус. Рим. Аверс.
- Ауреус. Реверс. Салюта стоит со скипетром в руке, кормит из патеры обвившую алтарь змею.
- Ауреус. Фаустина Младшая (аверс)
- Ауреус. Фаустина Младшая (реверс). Салюта сидит на троне
- Ауреус. Аверс. Бюст Луция Вера, вправо.
- Ауреус. Реверс. Салюта в правой руке держит патеру и кормит обвившую алтарь змею
- Ауреус. Элагабал (аверс). Бюст Элагабала в плаще
- Ауреус. Элагабал (реверс).Салюта кормит из патеры змею, удерживаемую в правой руке.

### Другие персонификации
Виктория сопровождала римлян в их военных походах, Гений — охранял человеческую жизнь. Виртус изображена на денарии Аквиллия в виде головы в шлеме. Чеканку этой монеты Аквиллий посвятил своему деду, который когда-то подавил восстание рабов. Пакс (Мир), который правит бигой, изображен на реверсе денария с головой слона. Богиня Фелицитас, которая является персонификацией счастья, процветания и мира, изображена на аверсе квинария Паликана.
Пиетас в Древнем Риме олицетворяла сострадание и преданность. Ее изображение размещено на реверсе Геренния в виде катанских братьев. Аист — один из атрибутов богини — расположен на оборотной стороне монеты Цецилия Метелла Пия. Пиетас, размещённая на реверсе Гирция, является символом набожности, относится к главным жрецам Юлия Цезаря. Также Пиетас расположена на реверсе денария Марка Антония как символ преданности делу брата. Богиня победы Виктория является персонификацией преимуществ римских солдат над другими армиями. Вначале её часто изображали на монетах с крыльями, стоящей на колеснице с пальмовой ветвью и венком. Виктория изображалась на реверсе монеты Катона, возле ее изображения была сделана подпись «Победительница». Изображение Виктории с крыльями появляется на монетах Оппия, Каризия, Папия Цельса, Валерия Флакка, Тиция, Планка, Нумония Ваалы. Вариаций изображений Виктории множество. Она может держать щит в руках, стоять с венком и пальмовой ветвью, подносить венок к трофеям.
Испания на денарии Постумия Альбина изображена женщиной с ниспадающими волосами, которая занимается восхвалением провинции. Италия изображена на монетах как вооружённая богиня. Персонификация стала такой после борьбы с восставшими италийцами в 91—89 гг. до н. э. Богини Рома и Италия показали примирение Рима и Италии на реверсе денария Калена и Кордия. Аверс Гостилия Сазерны представлен покорённой провинцией, которую символизируют мужчина и женщина. Римляне персонифицируют Африку. Континент изображен в виде слона на ауреусе Помпея Великого, на денарии Корнифиция, на денарии Эппия. Азия изображена на реверсе Мурка в виде коленопреклонной фигуры, которая ждёт, что она будет поднята на ноги.
- Ауреус. Аверс. Бюст Коммода в панцире и плаще
- Ауреус. Реверс. Виртута в шлеме стоит, влево; в правой руке Виктория
- Ауреус. Бюст Юлии Домны
- Ауреус. Юлия Домна. Пиета в правой руке держит патеру над алтарём
- Ауреус. Тетрик I Старший. (аверс). Бюст Тетрикуса
- Ауреус. Тетрик I Старший. (реверс). Фелицита в правой руке держит патеру над жертвенным алтарём

Юнону римляне почитали как защитницу во время военных действий и как советчицу. Изображение Юноны чеканилось на монетах Тория Бальба, Процилия, Папия и Росция Фабата. При Папии Цельсе чеканились монеты с Юноной на реверсе, вместе с такими атрибутами, как волк и орёл. На денарии Л. Котты изображен покровитель монетного двора — Вулкан. Аполлон появляется на реверсах монет Помпония Музы в качестве покровителя муз, на денариях Аквиллиях — как Бог-солнце. Также его изображение чеканится на монетах во времена Кордия Руфа, Валерия Ацискула, Аквиллия, Лукреция, Антония. В большинстве случаев Аполлон на монетах является символом восходящего солнца.
На монетах римлян часто чеканилось изображение Юпитера. Монеты  Рубрия Доссена, на аверсе которых были изображены Юнона, Юпитер, Нептун и Минерва, чеканились в качестве благодарности богам за победу в гражданской войне. На реверсе таких монет изображалась триумфальная колесница Виктории. Чеканя изображения Юпитера на монетах, Луций Корнелий Сципион Азиаген рассчитывал получить одобрение божества в вопросе битвы с кимврами.
Сатурна изображали на монетах вместе с арфом[чем?] и считали его хранителем государственных денег. Его изображение размещали на аверсе монет при Нерии, Пизоне и Цепионе. Чеканка монет с Нептуном проходила в те годы, когда предполагались морские сражения.